# Euploea nepos
Euploea nepos är en fjärilsart som beskrevs av Johannes Karl Max Röber 1891. Euploea nepos ingår i släktet Euploea och familjen praktfjärilar. Inga underarter finns listade i Catalogue of Life.